# Scuola genovese dei cantautori

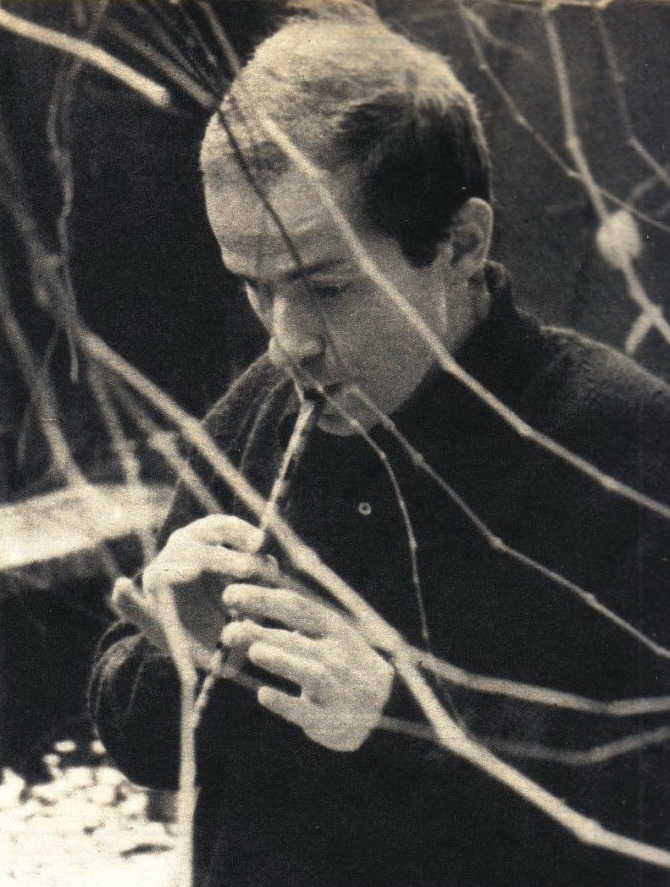
Gino Paoli (1960)

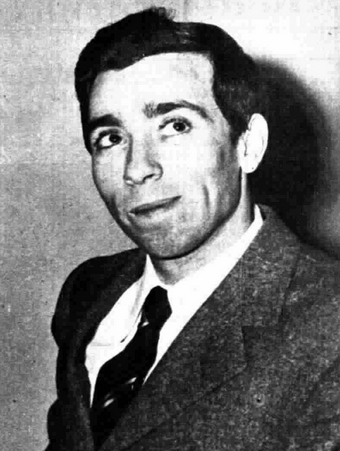
Umberto Bindi (1965)

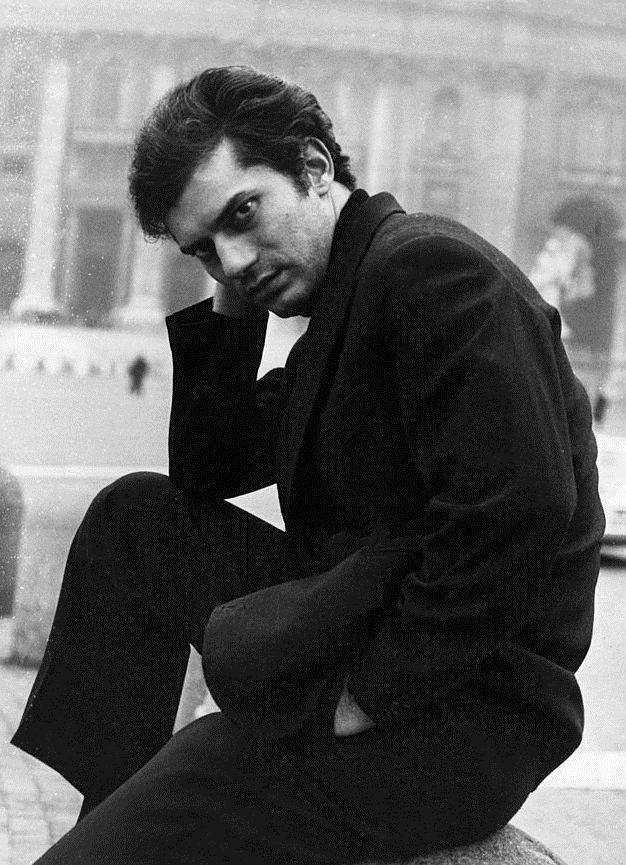
Luigi Tenco (1967)

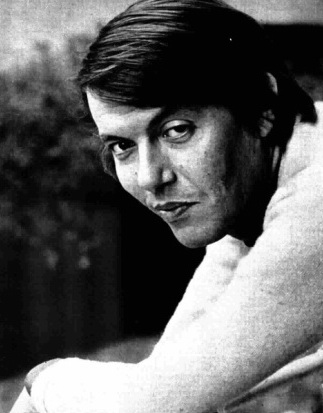
Fabrizio De Andrè (1971)

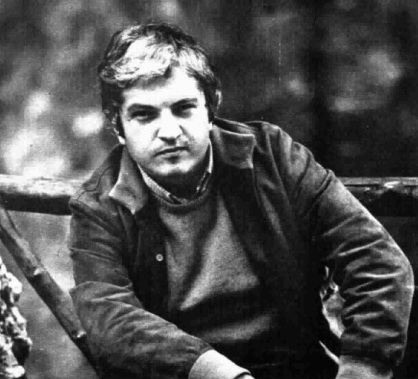
Bruno Lauzi (1975)

Scuola genovese dei cantautori (dosł. genueńska szkoła śpiewających autorów) – nieformalne ugrupowanie włoskich piosenkarzy, skupione w Genui, którzy zrewolucjonizowali piosenkę włoską; byli to Umberto Bindi, Luigi Tenco, Gino Paoli, Bruno Lauzi i Fabrizio De André. Wspomagali ich kompozytorzy, bracia Gianfranco i Gian Piero Reverberi oraz tekściarz Giorgio Calabrese.

## Geneza ugrupowania
Pod koniec lat 50. w Foce, mieszkaniowej dzielnicy Genui, zaczęli się spotykać młodzi ludzie, obdarzeni talentem artystycznym, którzy mieli zrewolucjonizować świat muzyki włoskiej. Stanowili oni grupę przyjaciół piszących piosenki, wiersze i muzykę: bracia Gianfranco i Gian Piero Reverberi, Giorgio Calabrese, Luigi Tenco, Bruno Lauzi, Gino Paoli, Umberto Bindi i Fabrizio De André. Tworzyli oni doskonałe, innowacyjne teksty zastępując utarte włoskie słowa i brzmienia  innymi, bardziej rzeczywistymi. Uprawiali tę samą sztukę, ale każdy z nich stworzył własny świat, unikalny i niepowtarzalny. Po kilku latach, gdy z jednej strony czuli się osamotnieni, a z drugiej – zdeterminowani, aby poważnie zająć się muzyką, otrzymali zaproszenie z Mediolanu od braci Reverberi. Umożliwili im oni spotkanie z Nannim Ricordim, odkrywcą talentów we Włoszech, który utorował im drogę do sukcesu i rozgłosu, dzięki czemu przeszli do historii jako „szkoła genueńska” włoskiej piosenki autorskiej.

## Inspiracje
Gian Piero Reverberi złożył znaczące oświadczenie na temat jednego z najbardziej ważkich momentów w historii muzyki, które zmieniły Genuę w miasto piosenkarzy, piosenkarzy-kompozytorów i poetów: Stwierdził on, iż wszyscy członkowie ugrupowania chcieli słuchać dużo muzyki. Słuchali francuskich autorów, prawdziwych poetów, którzy pisali błyskotliwe teksty. Jako przykład podał Fabrizia De André, który posiadał na ich temat ogromną wiedzę, co dawało się odczuć w jego poetyckim sposobie pisania. Wszyscy słuchali również autorów amerykańskich. Najstarszy z grupy, Giorgio Calabrese, miał dużą wiedzę na temat ich sposobu pisania i tłumaczenia ich tekstów. 

## Termin
Grupa genueńskich piosenkarzy-kompozytorów była tak liczna i tak ważna, że krytycy często określali ich jako artystów „scuola genovese” („szkoły genueńskiej”). Oni sami jednak zawsze odrzucali tę definicję, widząc siebie bardziej jako krąg przyjaciół podzielających te same wartości i doświadczenia, krąg, który charakteryzowało głębokie poczucie solidarności i przyjaznej współpracy w tworzeniu muzyki. Zwolennikiem takiej opinii był Giorgio Calabrese. Kwestionując zasadność terminu „szkoła genueńska” stwierdził, iż chodziło tu nie o szkołę, ale grupę przyjaciół, uformowaną przez Natalino Otto, który był kimś w rodzaju lidera tamtej epoki. Grupa ta miała te same gusty i ten sam sposób widzenia i odbierania muzyki. Zetkniecie się razem ludzi o podobnych poglądach ułatwił jego zdaniem fakt, iż Genua nie była metropolią.

## Główni przedstawiciele
Dorobek twórczy szkoły jest tym bardziej interesujący, że każdy z wymienionych wyżej artystów prezentował własny temperament twórczy, różny od pozostałych:
Gino Paoli, uważany za głównego eksponenta genueńskiej szkoły, zapisał jedne z najpiękniejszych kart muzyki włoskiej tamtej epoki. Jego ponadczasowe piosenki o miłości, o zmiennym tempie, śpiewane charakterystycznym, delikatnym, nieco rozpaczliwym głosem, szybko znalazły się w repertuarze największych gwiazd włoskiej estrady.
Mający przygotowanie w zakresie muzyki poważnej Umberto Bindi pisał piosenki pozornie ludowe, w których substrat tradycyjnej włoskiej canzony wzbogacony jednak został poetycką interpretacją i własnym, oryginalnym stylem komponowania.
Subtelny i ironiczny Bruno Lauzi opowiadał o miłości z nutką melancholii a zarazem z wielka prostotą i realizmem.
Językiem dnia codziennego śpiewał o miłości i uczuciach Luigi Tenco. W jego niezrównanych w wymiarze muzycznym piosenkach spotykają się egzystencjalne napięcia, charakterystyczne dla chansonistów francuskich i niezgoda na sztampę panującą w muzyce lat 60.
W radykalizmie tekstów bodaj najdalej poszedł Fabrizio De André, specjalizujący się w poetyckiej balladzie, stosujący oszczędne aranżacje, z głosem wysuniętym na plan pierwszy.
Za spadkobiercę szkoły uważany jest Ivano Fossati (w latach 90. współpracownik Fabrizio De André) a także inni, mniej znani ale bardziej związani z jej tradycją: Max Manfredi, Claudia Pastorino czy mająca bardziej rockowe oblicze Flavia Ferretti.
Do wzrostu i sukcesu szkoły genueńskiej w ramach piosenki autorskiej przyczyniła się wreszcie współpraca między muzykami i autorami tekstów, żeby wymienić, tytułem przykładu, zapoczątkowaną jeszcze w latach 60. współpracę wspomnianego już Fabrizia De André ze znanym genueńskim autorem i aktorem Paolem Villaggio.

## Liguryjska Akademia Piosenki Autorskiej
7 maja 2006 roku z inicjatywy stowarzyszenia kulturalnego Eklettica powołano do życia Accademia Ligure della Canzone d’Autore (Liguryjską Akademię Piosenki Autorskiej), której zadaniem ma być zachowanie dorobku artystów liguryjskich, takich jak Fabrizio De Andrè, Ivano Fossati czy Umberto Bindi, którzy stworzyli podwaliny włoskiej piosenki autorskiej (zachowując zarazem tożsamość swojego regionu). Akademia, której kierownictwo objęła Antonella Serà, ma w założeniu charakter placówki muzycznej kształcącej autorów tekstów, kompozytorów i wykonawców-interpretatorów, a jej misja realizowana jest poprzez kursy, seminaria i wyjazdy studyjne. Kursy i szkolenia prowadzi wykwalifikowana kadra pedagogiczna (piosenkarze, kompozytorzy, językoznawcy). Zajęcia praktyczne obejmują naukę śpiewu oraz gry na różnych instrumentach, takich jak: fortepian, gitara, kontrabas, instrumenty dęte, akordeon, katarynka, akordeon, mandolina, banjo, dudy i instrumenty etniczne w połączeniu z teorią i solfeżem, próby gry zespołowej w praktyce, przesłuchania symulacyjne lub koncerty mające przygotować uczniów do występu na scenie. Projekty, które są ściśle powiązane ze sobą, są tak zaplanowane, aby stały się silnym punktem odniesienia artystyczno-kulturalnego (dla społeczeństwa i dla adeptów) i forum corocznych spotkanie w mieście Genua.

## Via del Campo 29 rosso

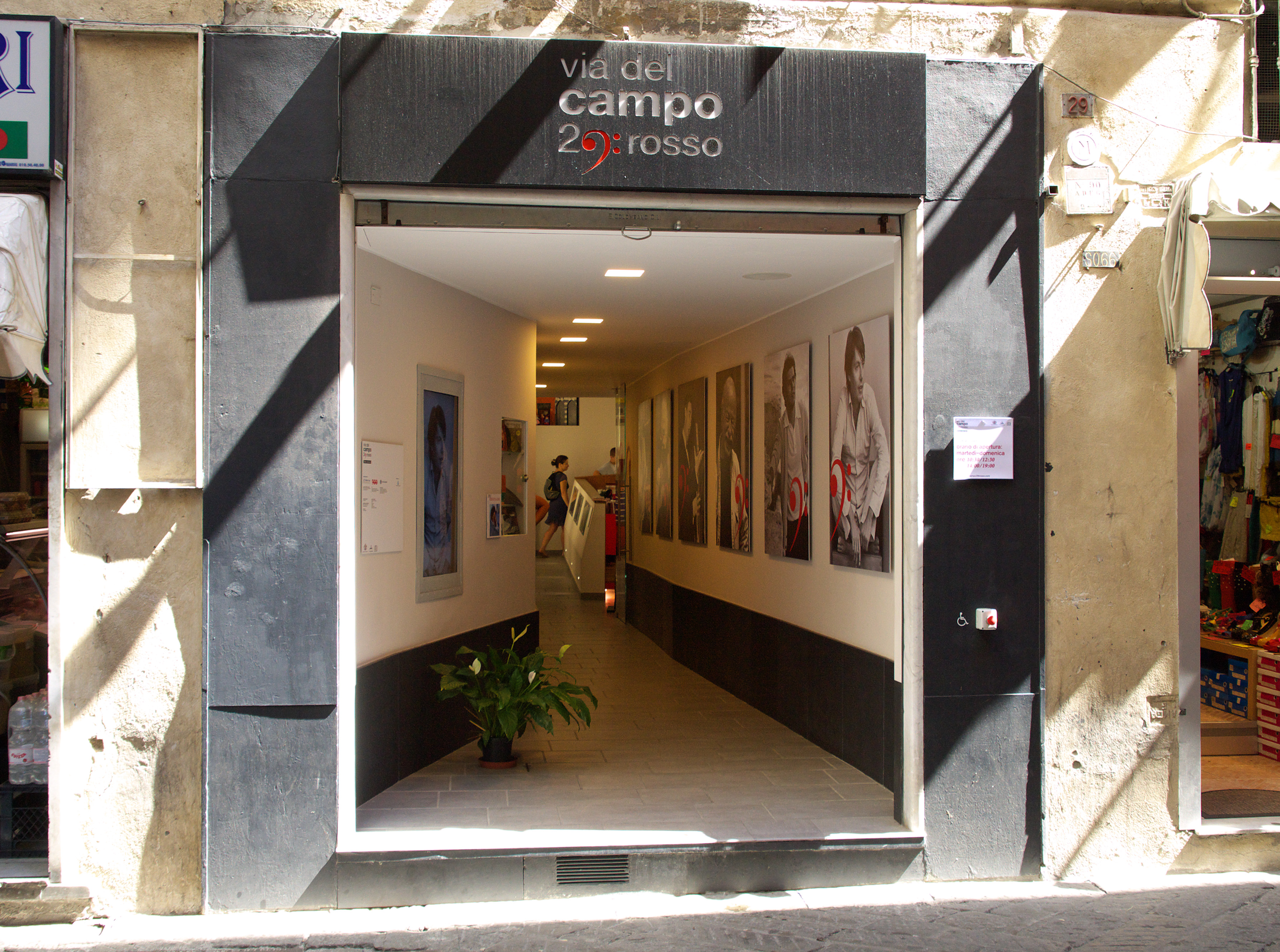
Fasada muzeum szkoły genueńskiej Via del Campo 29 rosso

25 lutego 2012 roku w byłym sklepie muzycznym Gianniego Tassia otwarto muzeum, któremu nadano nazwę Via del Campo 29 rosso. Sklep ten, istniejący od lat 50., oferował płyty z muzyką z innych krajów, która inspirowała lokalnych muzyków. Nabrał on znaczenia, gdy jego nowym właścicielem stał się Gianni Tassio, wielki fan Fabrizia De André i zapalony kolekcjoner, zbierający różnego rodzaju akcesoria, jak: płyty gramofonowe, zdjęcia, artykuły, listy czy bilety na koncerty. Po śmierci Fabrizia De André w 1999 roku sklep Tassia stał się centrum spontanicznych pielgrzymek tysięcy fanów. W 2001 roku Tassio wraz z grupą przedsiębiorców z Via del Campo, przy pomocy datków przekazywanych mieszkańców i fanów zakupił ostatnią gitarę należącą do Fabrizio De André, marki Esteve 1997. Stała się ona od tego czasu wizytówką kolekcji sklepu, który dzięki temu zaczął zyskiwać rozgłos w całych Włoszech i przyciągać coraz więcej turystów. Po śmierci Fabrizio De André sklep stał się swego rodzaju legendą we Włoszech, a szczególnie w Genui. W 2010 roku Gmina Genua, wychodząc naprzeciw oczekiwaniom związanym z upamiętnieniem działalności Fabrizia De André i wszystkich członków szkoły genueńskiej, postanowiła przekazać na ten cel sklep Tassia zakupując zarazem całą kolekcję, jaka była w nim zgromadzona. Via del Campo 29 rosso pełni wiele ról, jest muzeum i sklepem, a także atrakcją turystyczną i centrum rozrywki dla lokalnej społeczności. Poprzez warsztaty muzyczne wspierana jest działalność nowego pokolenia piosenkarzy-kompozytorów, nowych zespołów z Genui lub wykonawców nawiązujących do tradycji szkoły genueńskiej. Jako ośrodek turystyczny Via del Campo 29 rosso oferuje turystom możliwość odkrywania miasta za pośrednictwem tekstów i muzyki przedstawicieli szkoły genueńskiej.